# Agrupación Independiente
Agrupación Independiente fou el nom que adoptà un grup parlamentari del Senat d'Espanya durant la legislatura constituent (1977-1979). Era compost per tretze senadors, tots ells per designació reial.
Els seus membres eren Justino de Azcárate (que era el portaveu del grup), Gloria Begué Cantón, Jaime Carvajal y Urquijo, Camilo José Cela, Enrique Fuentes Quintana, Domingo García-Sabell, Antonio González González, Julián Marías Aguilera, Carlos Ollero, José Ortega Spottorno, Martí de Riquer (qui abandonà el grup l'agost de 1978 per a passar al grup Entesa dels Catalans), José Luis Sampedro i Víctor de la Serna.